# 浙江师范大学行知学院
浙江师范大学行知学院，是位于浙江省兰溪市的一所国有控股的民办本科独立学院。现由浙江师范大学及浙江师范大学资产经营公司联合举办。

## 历史
1999年8月经省政府批准组建公有民办二级学院浙江师范大学行知学院。
2004年11月被教育部确认的一所综合性全日制本科独立学院。学院有浙师大校区和兰溪校区，师大校区位于浙江师范大学西区，坐落于国家历史文化名城金华市，兰溪校区坐落于兰溪市南郊，距师大校区20公里。
2021年6月8日，浙江师范大学发布公告，宣布浙江师范大学行知学院不与高职院校进行合并转设，办学性质不改变为职业教育本科。

## 校友
- 流潋紫（吴雪岚）